# Dřínov (district de Kladno)
Pour les articles homonymes, voir Dřínov.
Dřínov (en allemand : Schindhöfen) est une commune du district de Kladno, dans la région de Bohême-Centrale, en République tchèque. Sa population s'élevait à 322 habitants en 2020.

## Géographie
Dřínov se trouve à 6 km au nord-nord-ouest de Slaný, à 16 km au nord de Kladno et à 35 km au nord-ouest du centre de Prague.
La commune est limitée par Stradonice et Zlonice au nord, par Beřovice à l'est, par Slaný et Královice au sud, et par Neprobylice et Klobuky à l'ouest.

## Histoire
La première mention écrite de la localité date de 1316.